# Ravnäs säteri

Ravnäs säteri är en herrgård i Norrköpings kommun (Konungsunds socken), Östergötlands län.

## Historia
Ravnäs säteri är beläget vid en vid i Bråviken i Konungsunds socken, Björkekinds härad. Den första kända ägaren av gården av riksrådet Holmsten Johansson (Rosenstråle), senare av hans sonsons son landshövdingen Palne Eriksson Rosenstråle, därefter och 1610 dennes son kabinettssekreteraren Truls Palnesson Rosenstråle. Gården tillhörde 1636 Jakob Skytte, vidare landshövdingen Thure Ribbing, samt därefter och ännu 1687 av hans änka Maria Kyle. Efter hennes död 1697 ägdes gården av hennes andra man Axel Stålarm, 1725 översten Karl Kagg och efter hans död 1732 av hans  enka Maria Körning. Den ägdes därefter av riksrådinnan Maria Katarina Fleming, som 1738 sålde egendomen till riksrådet Arvid Posse, varefter den tillföll sonen Fredric Arvidsson Posse. Egare blev därefter sonen Arvid Erik Posse, vars arvingar 1826 sålde säteriet till kapten Karl Henrik von Knorring, som redan 1828 överlät egendomen till kapten Otto Evert Taube, efter vars död 1860 det tillföll hans arvingar. 1870 såldes den till Ottilia Weslien.

### Huspredikanter
På över huspredikanter på Ravnäs.
| Ämbetstid | Namn                      | Levnadstid | Övrigt                                      |
| --------- | ------------------------- | ---------- | ------------------------------------------- |
| 1693      | Sveno Johannis Frindelius |            |                                             |
| 1695–1697 | Johannes Wretander        | 1659–1704  | Senare kyrkoherde i Konungsunds församling. |